# Heterophorie
Als Heterophorie (altgriechisch hetero ‚verschiedenartig‘ und phor ‚das Getragenwerden‘) bezeichnet man ein latentes, also verstecktes Schielen. Es wird deshalb als latent bezeichnet, weil es in der Regel nur bei Unterbrechung des beidäugigen Sehens auftritt. In den meisten Fällen kann eine Heterophorie beschwerdefrei durch motorische und sensorische Fusion, einen Mechanismus des Binokularsehens, ausgeglichen werden. Man bezeichnet dies auch als Normophorie. Im Gegensatz hierzu spricht man von Orthophorie, wenn nach Aufhebung der Fusion keine Abweichung von einer gemeinsamen Blickrichtung beider Augen erfolgt. Bei etwa 70–80 % aller Menschen lässt sich eine Heterophorie nachweisen.
Erst wenn es bei dem Ausgleich dieser Augenmuskelgleichgewichtsstörung zu Beschwerden wie bspw. Kopfschmerzen, Augenbrennen, Doppelbildern oder Verschwommensehen kommt, wird die Heterophorie behandlungswürdig. Wenn das beidäugige Einfachsehen von einer betroffenen Person nicht mehr selbst aufrechterhalten werden kann, spricht man von einer dekompensierten Heterophorie, die nun jedoch einen manifesten Schielwinkel aufweist. Wenn dies auch für den Laien verwirrend klingen mag, so gehört sie gleichwohl zum Krankheitsbild des „latenten“ Strabismus.

## Diagnostik
Zum Nachweis einer Heterophorie werden Verfahren angewendet, die das beidäugige Sehen und somit die motorische Fusion in unterschiedlichen Dissoziationsgraden unterbrechen. Dabei werden die Seheindrücke beider Augen entweder vollständig oder in verschiedener Ausprägung voneinander getrennt.
Eine vollständige Unterbrechung des beidäugigen Sehens ermöglicht der Abdecktest, eines der wichtigsten Verfahren zum Nachweis von Schielerkrankungen. Andere Untersuchungen im freien Raum erfolgen zum Beispiel mit dem Schober-Test oder dem Worth-Test. Beides sind Verfahren, bei denen die Bildtrennung mittels einer Rot-Grün-Brille zustande kommt. Eine andere Untersuchungsvariante ist der sogenannte Lichtschweiftest nach Bagolini. Zu einer noch genaueren Beurteilung der Situation kann zusätzlich zu den oben genannten Methoden ein Vertikalprisma verwendet werden. Ein historisches Messinstrument war Stocks Phorometer. Modernere apparative Diagnoseverfahren bieten sogenannte Haploskope, wie beispielsweise das Synoptometer/Synoptophor.

## Klassifikation
Latente Schielformen unterteilt man nach der Richtung, in der ein Auge von einer gemeinsamen Blickrichtung abweicht.

### Exophorie

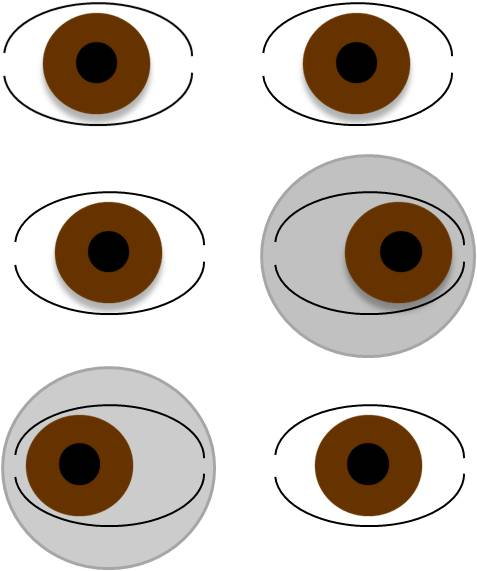
Beispiel einer Exophorie mit Abweichung des „abgedeckten“ Auges nach außen

Bei einer Exophorie weicht ein Auge unter bestimmten Bedingungen von der gemeinsamen Sehrichtung nach außen (schläfenwärts) ab.

#### Formen
Ist die Abweichung in Ferne und Nähe annähernd gleich groß, spricht man vom Basistyp oder der Basisexophorie. Beim sog. Divergenzexzesstyp ist die Abweichung in der Ferne größer als in der Nähe, beim Konvergenzinsuffizienztyp die in der Nähe größer als in der Ferne.
In der Regel wird eine Exophorie beschwerdefrei mittels sensorischer und motorischer Fusion kompensiert. Manche Patienten benutzen jedoch auch zum Ausgleich ihrer Fernexophorie den Mechanismus der Akkommodation, was häufig mit erheblichen Beschwerden und einer Pseudomyopie in der Ferne verbunden ist.

#### Differentialdiagnose
Grundsätzlich sollte man Exophorien mit und ohne sensorische Anomalien voneinander abgrenzen (z. B. Hypoakkommodation). Ebenso ist eine intermittierende Exotropie nicht mit einer dekompensierenden Exophorie zu verwechseln. Während bei der intermittierenden Exotropie bereits sensorische Anpassungsvorgänge stattgefunden haben (Exklusion, Panoramasehen), kommt es bei der dekompensierenden Exophorie zu Doppelbildern.

#### Therapie
Eine Behandlung erfolgt, so notwendig, entweder in einer Augenarztpraxis oder -klinik mit angeschlossener Sehschule bzw. Abteilung für Orthoptik. Je nach Beschwerdesituation und Befund kommen verschiedene Möglichkeiten in Betracht. Diese reichen von der Korrektur bestehender Fehlsichtigkeiten (Hyperopie, Myopie, Astigmatismus), über die Verordnung von Prismengläsern, bis hin zur Durchführung von orthoptischen Übungsbehandlungen und Schieloperationen. Einer wie auch immer geplanten Behandlung sollte in jedem Falle eine diagnostische Okklusion (Marlow-Verband) vorausgehen, um sicherzustellen, dass die beschriebenen Beschwerden, die die Behandlungsmaßnahmen auslösen, auch tatsächlich mit der diagnostizierten Exophorie ursächlich einhergehen.

### Esophorie
Bei einer Esophorie weicht ein Auge unter bestimmten Bedingungen von der gemeinsamen Sehrichtung nach innen (zur Nase hin) ab.

#### Formen
Ist die Abweichung in Ferne und Nähe annähernd gleich groß, spricht man vom Basistyp. Beim sog. Divergenzinsuffizienztyp ist die Abweichung in der Ferne größer als in der Nähe, beim Konvergenzexzesstyp die in der Nähe größer als in der Ferne. Rein akkommodativ bedingte Esophorien verschwinden nach Ausgleich der Hyperopie (Übersichtigkeit). Beim akkommodativen Konvergenzexzesstyp geschieht dies in der Regel nach Verordnung eines entsprechenden Nahzusatzes (Bifokalgläser).
Die meisten Menschen mit symptomatischer Esophorie leiden an sensorischen Anomalien (z. B. obligate Fixationsdisparität, subnormales Binokularsehen). Jedoch gibt es auch Esophorien mit vollkommen normalem Binokularsehen.

#### Differentialdiagnose
Schon aus prognostischen Gründen sollten Esophorien mit fakultativen Mikroanomalien (siehe oben) gegen solche ohne derartige Störungen abgegrenzt werden. Auch sind Mikrostrabismen mit einer sogenannten latenten Komponente von einer Esophorie zu unterscheiden. Beim akkommodativen Konvergenzexzesstyp kann zudem eine Hypoakkommodation vorliegen. Eine Esophorie vom Divergenzinsuffizienztyp kann durch eine leichte neurogen bedingte Abduzensparese vorgetäuscht werden.

#### Therapie
Rein akkommodative Esophorien mit oder ohne Konvergenzexzess werden in der Regel mit einer Brille behandelt, bei der eine vorhandene Hyperopie möglichst hoch auskorrigiert wird. Hierzu werden bei Vorschulkindern in der Regel die in Zykloplegie (pharmakologische, temporäre Ausschaltung der Akkommodation) ermittelten Werte abzüglich 0,5 Dioptrien Sphäre verordnet. Dies dient der besseren Akzeptanz der Gläser. Bei älteren Kindern und Erwachsenen ist eine subjektive Refraktionsbestimmung notwendig, wobei gleichwohl die verordneten Gläser möglichst nah an die zykloplegisch ermittelten Werte heranreichen sollten. Besteht nach Ausgleich der Hyperopie weiterhin ein Nahschielwinkel (Konvergenzexzess), kann dies die Anpassung von Bifokalgläsern notwendig machen, übrigens die einzige Therapieform der Wahl bei einem hypoakkommodativ bedingten Konvergenzexzess.
Orthoptische Übungsbehandlungen sind bei esophoren Patienten weniger erfolgversprechend. Abweichungen bis ca. 5° können ggf. mit Prismengläsern korrigiert werden, die für denjenigen Entfernungsbereich verordnet werden sollten, in dem Beschwerden bestehen. Bei Abweichungen über 5° und bei Versagen einer Prismenbehandlung ist eine Schieloperation indiziert. Hier stehen in Abhängigkeit von den individuellen Befunden eine Reihe von lang erprobten Verfahren bereit. Zur Ermittlung der größtmöglichen konstanten Schielabweichung empfiehlt sich die Durchführung eines präoperativen Prismenaufbaus.

### Weitere Formen
Latente Abweichungen in der Höhe (Vertikalphorien) unterscheidet man nach Hyper- und Hypophorien. Bei einer Hyperphorie steht das abweichende Auge höher, bei einer Hypophorie tiefer.
Es gibt zudem Abweichungen, die sich um die Sagittalachse des Auges vollziehen, also Verrollungen oder Zyklophorien. Man unterscheidet Inzyklophorie (Verrollung nach innen) und Exzyklophorie (Verrollung nach außen). Mit optischen Hilfsmitteln lassen sich diese Formen des Schielens nicht korrigieren.
Eine blickrichtungsabhängige Heterophorie unterschiedlichen Ausmaßes nennt man Anisophorie. Sie wird ausgelöst durch die prismatischen Nebenwirkungen der Brillengläser bei hochgradigen Anisometropien.

## Ätiologie
In der Literatur sind zur Ätiologie im Wesentlichen drei Grundkonzepte diskutiert worden, nämlich die statische, die akkommodative und die neurogene Heterophorie. Zur ersten Gruppe der statischen Heterophorie gehören mechanische und anatomische Komponenten, wie bspw. Bau und Lage der Orbita oder des Halte- und Bewegungsapparates der Augen. Akkommodative Heterophorien sollen durch nicht oder falsch korrigierte Refraktionsfehler oder durch eine Störung des Verhältnisses von akkommodativer Konvergenz zu geleisteter Akkommodation (AC/A-Quotient) verursacht werden. In diesem Sinne können auch unkorrigierte Hyperopien eine Esophorie auslösen. Unter der Gruppe der neurogenen Heterophorien werden schließlich die zentralnervösen Ursachen zusammengefasst, wie Störungen der sensorischen Fusion (Bildverschmelzung) oder Hirnstammstörungen.
Diese Art der Klassifikation umfasst gleichwohl lediglich die motorischen Störungen der Heterophorien und lässt die möglichen Beschwerden und Anomalien des beidäugigen Sehens unberücksichtigt. Aus diesem Grund wurden die Begriffe Normophorie (Heterophorie ohne Beschwerden, asymptomatische Heterophorie) und Pathophorie (Heterophorie mit Beschwerden, symptomatische Heterophorie) vorgeschlagen.

## Symptomatik
Die Beschwerdesituation bei einer symptomatischen Heterophorie kann sehr unterschiedlich sein. Sie hängt auch davon ab, ob die Befindlichkeiten durch motorische oder sensorische Ursachen ausgelöst werden. Allgemein wird solch ein Symptomkomplex unter dem Begriff Asthenopie zusammengefasst. Die Beschwerden können einzeln oder in Kombination auftreten. Hierzu zählen unter anderem:
- Doppelbilder
- unspezifische Kopfschmerzen
- Verschwommensehen
- gerötete oder brennende Augen
- allgemeines Spannungsgefühl der Augen und des Kopfes
- herabgesetzte visuelle Belastbarkeit, besonders bei Tätigkeiten in der Nähe
- Konzentrationsmangel
- erhöhte Blendungsempfindlichkeit
- Schwindel

Signifikant an asthenopischen Beschwerden ist, dass sie sich erst im Tagesverlauf einstellen. Der Ermittlung der Zusammenhänge, unter denen sie auftreten, und einer entsprechend sorgfältigen Anamnese kommt eine entsprechend hohe Bedeutung zu.

## Winkelfehlsichtigkeit
Eine Heterophorie kann anhand der verwendeten Untersuchungsmethodik in dissoziierte und assoziierte Heterophorie unterschieden werden. Eine assoziierte Heterophorie wird von manchen Augenoptikern und einigen wenigen Augenärzten in enger Verbindung mit einer bestimmten Verfahrensweise (MKH = Mess- und Korrekstionsmethode nach Haase) auch Winkelfehlsichtigkeit genannt. Dieser Begriff aus dem Bereich der Augenoptik wurde von der evidenzbasierten Medizin mehrheitlich abgelehnt, da bislang eine wissenschaftlich ausreichende Validierung des Gesamtkonzeptes nicht erbracht wurde. Prinzipiell unterscheiden sich „Winkelfehlsichtigkeit“ und die assoziierte Heterophorie jedoch nur durch das jeweils angewandte Mess- und Untersuchungsverfahren. Die ermittelten Ergebnisse sind dann mit den bekannten und bewährten Verfahren, die die Augenheilkunde im Allgemeinen und die Strabologie im Speziellen bereitstellt, zu bewerten und ggf. zu behandeln. Eine Studie zur vermeintlichen Wirksamkeit der Prismenkorrektion nach MKH wurde 2015 veröffentlicht. Das mehrwöchige Tragen der MKH Prismen soll danach sowohl die objektive als auch die subjektive Fixationsdisparität signifikant reduziert haben.